# Molly Ockett
Molly Ockett (indianischer Name Singing Bird, Taufname Marie Agatha; geboren zwischen 1730 und 1745 in Pequawket, heute Fryeburg, Maine; gestorben 2. August 1816 in Andover, Maine) war eine Heilerin der Abenaki.

## Leben

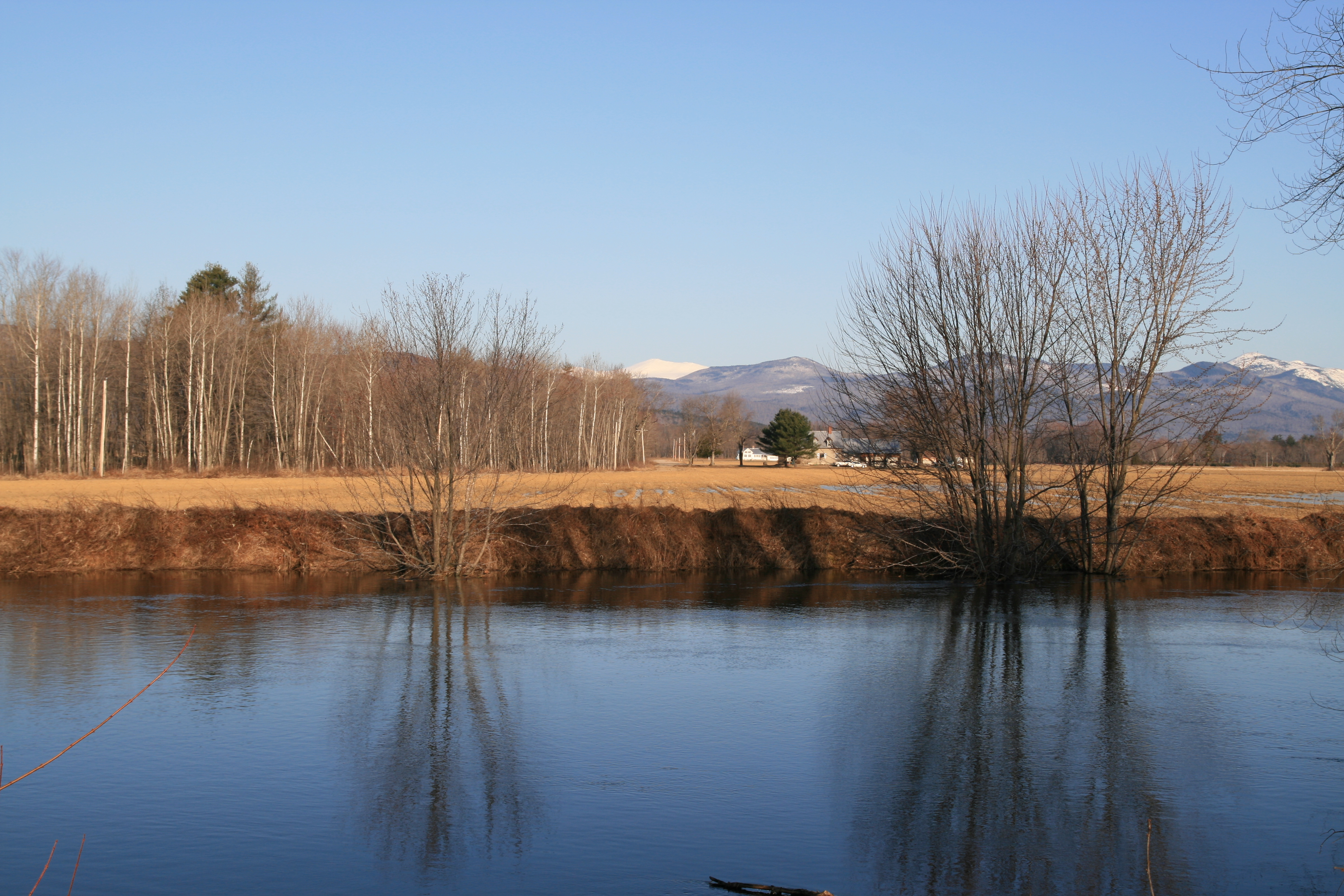
Saco River und White Mountains

Molly Ockett führte ihre Abstammung als Tochter und Enkelin von Häuptlingen des Pequawket-Stammes, eines Stammes, der zu den Abenaki gehört, zurück. Das würde bedeuten, dass sie die Tochter von Paugus gewesen wäre, dem letzten Häuptling der Pequawket, der bei der Schlacht von Pequawket im Jahr 1725 umkam. Jedoch ist es wahrscheinlicher, dass sie um 1744 geboren wurde, da eine andere Erzählung davon spricht, dass sie sich im Alter von 15 Jahren, also 1759, bei dem Überfall der Rogers` Rangers auf die Mission Odanak in St. Francis im Gebüsch versteckt habe. Ihre Eltern wurden bei dem Überfall mit weiteren Pequawket-Abenaki getötet. Ockett lebte mit ihrer Familie in permanenter Wanderschaft, um den Gefahren des Franzosen- und Indianer Krieges zu entgehen. Dazu würde ihre Erzählung einer Wanderung nach Kanada passen, bei der der Pfad mit Leichen von Indianern übersät war. Um 1755 brachen in dem Gebiet die Pocken aus, an denen ein Großteil des Stammes starb. Von französischen Missionaren wurde sie auf den Namen Marie Agatha getauft. Diesen Namen sprachen andere Indianer Mali Agitt aus, was für die englischen Siedler wie Molly Ockett klang. Weitere Formen des Namens waren Molly Lockett, Molly Ackett, Mollyocket, Mollocket, Mollyrocket, Moll Ockett und Mollymockett. Ockett blieb in der Gegend und lebte mit den ersten Siedlern, die sich dort niederließen. Ihr Leben führte sie auf indianische Art, lebte auf Wanderschaft im Androscoggin Valley, Lower Saco River Valley und dem Gebiet des Connecticut Rivers und war eine gute Jägerin. Oft teilte sie ihre Beute mit den Bewohnern der Gegend. In Wäldern und auf Wiesen sammelte sie Pflanzen, die sie für ihre Medizin benötigte.
Sie half den ersten Siedlern bei Krankheit und den Frauen bei Entbindungen und trug den Beinamen Great Indian doctress. Für die meisten Siedler war Molly Ockett die einzig zur Verfügung stehende Ärztin. Zu den bedeutendsten Patienten gehörten im Jahr 1810 der junge Hannibal Hamlin und der Dieb Henry Tufts, bei dem sie eine Stichwunde behandelte. Tufts blieb in den nächsten Jahren ihr Begleiter. Auch war sie eine bekannte Geschichtenerzählerin. Über das Leben von Molly Ockett werden viele Geschichten erzählt – sie ist vermutlich die bekannteste Abenaki, die im Tal des Androscoggin gelebt hat.

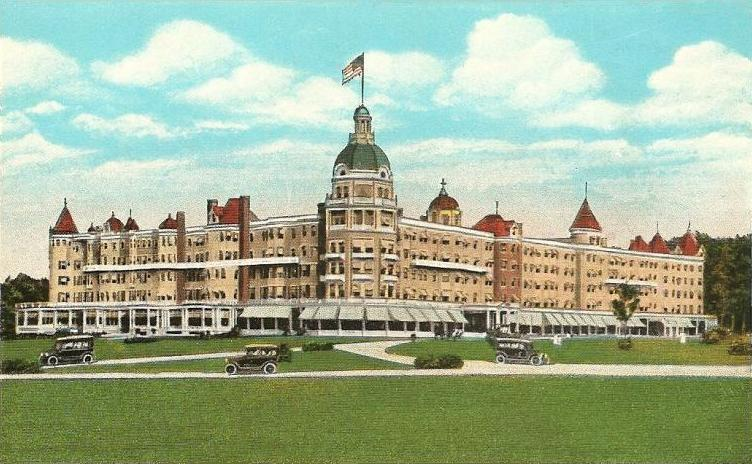
Poland Springs Resort

Ockett hielt sich gerne auch in Poland auf. Dort besuchte sie Mineralquellen, denen sie heilsame Wirkung zuschrieb. Die meisten Einwohner von Poland hielten sie für eine alte betrunkene Squaw, doch die Familie Ricker, die das Wentworth Ricker Inn betrieb und bei denen sie regelmäßig einkehrte und willkommen war, baute später das Poland Springs Resort, mit dem die heilende Wirkung des Mineralwassers vermarktet wurde.
Ockett hatte in allen Towns des Androscoggin Valleys Stätten, an denen sie schlief und arbeitete. So lebte sie in Fryeburg in einer höhlenartigen Schutzhütte nahe dem Fuß des Jockey Cap Mountains, in Bethel an der Nordseite des Androscoggin Rivers hatte sie ein Lager für Birkenrinde. In Andover verkaufte sie Körbe und andere Handwerkskunst und die Gemeinden Rumford, Kanton, Poland, Minot, Trap Corner, Paris Hill, Bethel, North Conway, Fryeburg und Baldwin hielten alle Molly Ockett für eine Einwohnerin ihrer Gemeinde. Sie inspirierte durch ihren Lebensstil zur Errichtung von Campingplätzen. Für sie gehörte das Land zu ihrem Geburtsrecht. Zu ihren Wandergebieten gehörten Vermont, New Hampshire, Maine und das südliche Québec.
Nachdem sie im Jahr 1781 den Colonel Clark während der Amerikanischen Revolution vor einem Überfall gewarnt hatte, wollte dieser sich erkenntlich zeigen. Ockett lehnte dies zunächst ab, jedoch ging sie auf sein Angebot nach einem strengen Winter ein und zog zu Clark und seiner Familie nach Boston. Dort kam sie mit europäischer Medizin in Kontakt. Da sie jedoch ihre traditionelle Lebensweise vermisste, blieb sie nicht lange in Boston. Sie verbrachte ihr restliches Leben auf ihrer traditionellen Wanderschaft in Maine und Vermont und starb am 2. August 1816 in Andover, Maine. Dort wurde sie auf dem Friedhof begraben und später wurde ein Grabstein errichtet, der die Aufschrift trägt: „MOLLOCKET Baptized Mary Agatha, died in the Christian Faith, August 2, A.D., 1816. The Last of the Pequakets.“

## Familie
Um 1764 heiratete sie Piel Susup, eigentlich Peter Joseph. In dem Jahr besuchten beide erneut die Mission in Odanak, die nach dem Überfall wieder aufgebaut worden war. Dort ließen sie ihre Hochzeit segnen und ihre Tochter Marie Marguerite Joseph, genannt „Molly Susup“, taufen. Um 1772 starb Piel Susup und es gibt Aufzeichnungen, dass Molly Ockett ab 1766 mit einem Pigwacket namens Jean Baptiste Sabattis in der Nähe von Fryeburg lebte. Sie hatten gemeinsam mehrere Kinder, zu denen Captain John Susup und Paseel (Basil) gehörten. Eine ihrer Töchter heiratete einen weißen Siedler und lebte mit ihm in der Nähe von Derby, Vermont. Die Beziehung zu Sabattis löste sie später als seine erste Frau nach Fryeburg kam und ihren Anspruch auf ihn durchsetzte, indem sie Molly Ockett zu einem Kampf herausforderte. Dieser fand auf der Fisch Street in Fryeburg statt. Zeugen waren die Frau eines Siedlers und Sabattis, der Pfeife rauchend den Kampf verfolgte. Es ist nicht überliefert, ob sie gewann oder verlor, jedoch war sie die Launen von Sabattis leid und schloss sich einer anderen Indianergruppe an.

## Nachwirkung
- Nach Molly Ockett wurde die „Molly Ockett Middle School“ in Freyburg benannt.[7]

- In Bethel findet jährlich der „Molly Ockett Day“ statt.[8]

- Nach Molly Ockett wurde in Fryeburg die „Molly Ockett's Cave“ benannt, am Ostufer des Umbagog Lakes befindet sich der „Molls Rock“ und in der Nähe der Town Woodstock liegt der „Moll Ockett Mountain“.[9]

- Einige Bäche wurden nach Molly Ockett benannt, wie der Mollidgebrook in der Nähe von Errol, New Hampshire und der Mollywocket Brook, ein Zufluss des Androscoggin River in der Nähe von Berlin, New Hampshire,[1] auch als Horne Brook bekannt[10].